# Clarence Crafoord
Clarence Crafoord (1899 - 1984) est un chirurgien cardio-vasculaire suédois, spécialiste de la chirurgie cardio-vasculaire et de la chirurgie thoracique.
Il a obtenu sa licence en médecine à Stockholm en 1924 et son doctorat en médecine en 1938. De 1939-1957 il a été chirurgien en chef à l'Hôpital de Sabbatsberg à Stockholm (où il travaillait depuis 1928) et de 1957 à 1966 chef du département de chirurgie thoracique à cet hôpital, et parallèlement de 1948 à 1966 professeur à l'Institut Karolinska, où il enseignait depuis 1940.
il est surtout connu pour avoir réalisé la première correction chirurgicale de la coarctation de l'aorte le 19 octobre 1944, un an avant Robert Gross qui est lui aussi souvent cité comme pionnier.
C’est également lui qui a proposé l'héparine pour la prophylaxie de la thrombose pendant les années 1930 et, dans les années 1940, il a été un pionnier de la ventilation mécanique à pression positive pour les opérations du thorax, mettant au point une méthode sécurisée de pneumonectomie.
En 1954 son équipe a réussi la première utilisation de la machine cœur-poumon en Europe (la deuxième utilisation réussie au total).
En 1962, il a reçu le Canada Gairdner International Award. En 1946, il a reçu le Grand Prix (Stora Pris) de l'Institut royal de technologie de Stockholm. Il a reçu plusieurs doctorats honoris causa (Cordoba en Argentine, Coimbra, Turin en 1954, Université San Marco de Lima, Grenoble en 1949, Sorbonne en 1950, Université de Cuyo, Mendoza, Argentine).